# Cryptoheros
Cryptoheros — це невеликий рід цихлових з країн Центральної Америки.
Рід налічує 3 види.
Він включає в себе види, які раніше входили в рід Archocentrus.
Чорнополоса цихліда якийсь час знаходилась в межах роду Cryptoheros, але з 2001 року вважається членом роду Amatitlania.

## Види
- Cryptoheros chetumalensis Schmitter-Soto 2007
- Cryptoheros cutteri (Fowler 1932)
- Cryptoheros spilurus (Günther 1862)